# Simander
Simander ist ein Ortsteil der Gemeinde Lemgow im Landkreis Lüchow-Dannenberg in Niedersachsen. Nördlich des Ortes verläuft der nach Westen hin abfließende Luciekanal.

## Geschichte
Am 1. Juli 1972 wurde Simander in die Gemeinde Lemgow eingegliedert.

## Kapelle

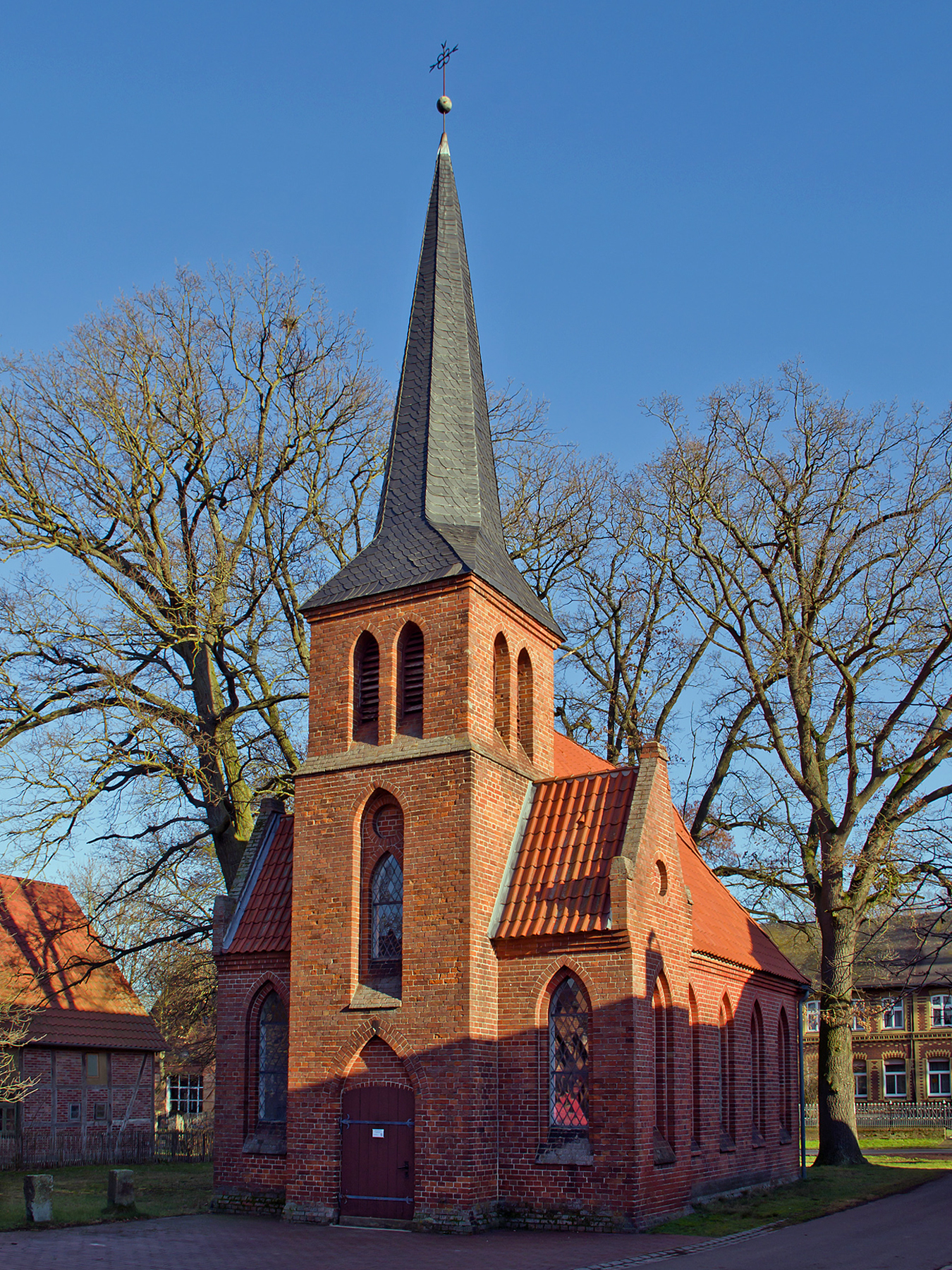
St.-Nikolai-Kapelle Simander

Die St.-Nicolai-Kapelle ist ein neugotischer Backsteinbau. Der Turm stammt aus dem Jahr 1865.